# کارل اشتلواگ فون کاریون
کارل اشتلواگ فون کاریون (انگلیسی: Karl Stellwag von Carion؛ ‏ ۲۸ ژانویهٔ ۱۸۲۳ – ۲۱ نوامبر ۱۹۰۴) چشم‌پزشک و استاد دانشگاه اهل اتریش بود. وی پزشکی را در پراگ و وین فرا گرف و مدرک دکترای پزشکی خود را در سال ۱۸۴۷ دریافت کرد. وی سپس به عنوان دستیار پزشک در «بیمارستان عمومی وین» مشغول به کار شد و در سال ۱۸۵۴ مدرس خصوصی دانشگاه وین شد. او از سال ۱۸۷۳ استادتمام رشته چشم‌پزشکی این دانشگاه شد.
وی مشارکت‌های علمی-پژوهشی گوناگونی در زمینهٔ آب‌سیاه، تطابق چشم، پُلاریزاسیون و ناسازبینی داشت و اصطلاح «اِکتوپیا لنتیس» را برای توصیف دررفتگی عدسی مادرزادی ابداع کرد.
امروزه نام وی به سبب تشریح نشانه اشتلواگ در رابطه به اگزوفتالمی در یادها مانده است.